# Joseph Nathanael Knapp
Joseph Nathanael Knapp, född 1839 i Stuttgart, död där 1893, var en tysk luthersk präst, son till Albert Knapp.
Knapp fullföljde framgångsrikt sin fars verksamhet som kyrkoherde, hymnolog och religiös skald. Bland hans skrifter märks, utöver biografin över fadern (1867), Gedichte (1880, 2:a upplagan 1884), Luther als Kirchenliederdichter (1883) och Funken vom Altare (1893).